# Liste der Biografien/Rug
Liste der Biografien |
Portal Biografien |
Personensuche
# |
A |
B |
C |
D |
E |
F |
G |
H |
I |
J |
K |
L |
M |
N |
O |
P |
Q |
R |
S |
T |
U |
V |
W |
X |
Y |
Z |
?
 
Ra |
Rb |
Rd |
Re |
Rh |
Ri |
Rj |
Rk |
Rl |
Rm |
Rn |
Ro |
Rr |
Rs |
Rt |
Ru |
Rv |
Rw |
Rx |
Ry |
Rz
 
Rua |
Rub |
Ruc |
Rud |
Rue |
Ruf |
Rug |
Ruh |
Rui |
Ruj |
Ruk |
Rul |
Rum |
Run |
Ruo |
Rup |
Rur |
Rus |
Rut |
Ruu |
Ruv |
Ruw |
Rux |
Ruy |
Ruz
Die Liste der Biografien führt alle Personen auf, die in der deutschsprachigen Wikipedia einen Artikel haben. Dieses ist eine Teilliste mit 177 Einträgen von Personen, deren Namen mit den Buchstaben „Rug“ beginnt.

## Rug
- Rug, Thomas (* 1953), deutscher Zeichner, Grafiker, Maler und Hochschullehrer

### Ruga
- Ruga, Spurius Carvilius, Freigelassener des römischen Konsuls Spurius Carvilius Maximus Ruga und Betreiber einer Schreibschule
- Rugaard, Clara (* 1997), dänische Schauspielerin und SängerinClara Rugaard (* 1997)

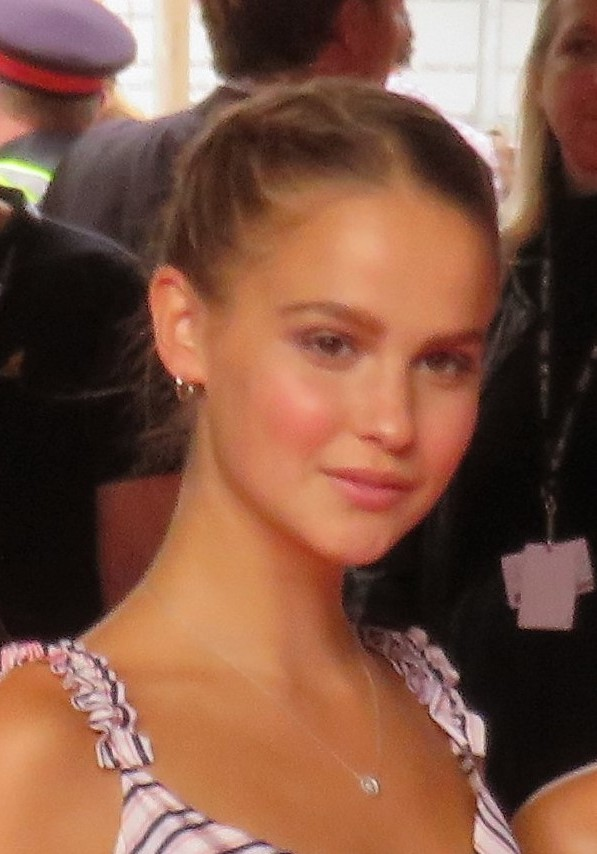
Clara Rugaard (* 1997)

- Rugaas, Bendik (1942–2025), norwegischer Bibliothekar und Politiker
- Rugaas, Turid (* 1938), norwegische Hundetrainerin
- Rugama, Dalila (* 1984), nicaraguanische Leichtathletin
- Rugamas, David (* 1990), salvadorianischer Fußballspieler
- Rugambwa, Laurean (1912–1997), tansanischer Kardinal der römisch-katholischen Kirche
- Rugambwa, Novatus (* 1957), tansanischer Geistlicher, römisch-katholischer Erzbischof und Diplomat des Heiligen Stuhls
- Rugambwa, Protase (* 1960), tansanischer römisch-katholischer Geistlicher, Erzbischof von Tabora
- Rugani, Daniele (* 1994), italienischer Fußballspieler

### Rugb
- Rugbarth, Andrea (* 1957), deutsche Politikerin (SPD), MdHB

### Ruge
- Ruge, Antje (1921–2006), deutsche Schauspielerin
- Ruge, Arnold (1802–1880), deutscher Schriftsteller
- Ruge, Arnold (1881–1945), deutscher Hochschullehrer für Philosophie, völkischer Nationalist und Antisemit
- Ruge, Arthur C. (1905–2000), US-amerikanischer Ingenieur, Erfinder des Dehnmessstreifens
- Ruge, Boris (* 1962), deutscher Diplomat
- Ruge, Carl (1846–1926), deutscher Pathologe
- Ruge, Clara (1856–1937), österreichisch-amerikanische Autorin, Journalistin und Malerin
- Ruge, Desi († 2000), deutsche Schriftstellerin
- Ruge, Doris (* 1946), deutsche Lektorin und Schriftstellerin
- Ruge, Elisabeth (* 1960), deutsche Lektorin und Verlegerin
- Ruge, Ernst (1878–1953), deutscher Mediziner und Bürgermeister
- Ruge, Eugen (* 1954), deutscher Schriftsteller
- Ruge, Friedrich (1894–1985), deutscher Marineoffizier, Vizeadmiral, Inspekteur der Marine und Militärschriftsteller
- Ruge, Georg (1852–1919), deutscher Mediziner
- Ruge, Gerd (1928–2021), deutscher Journalist und BuchautorGerd Ruge (1928–2021)
- Ruge, Gesine (* 1985), deutsche Kanutin

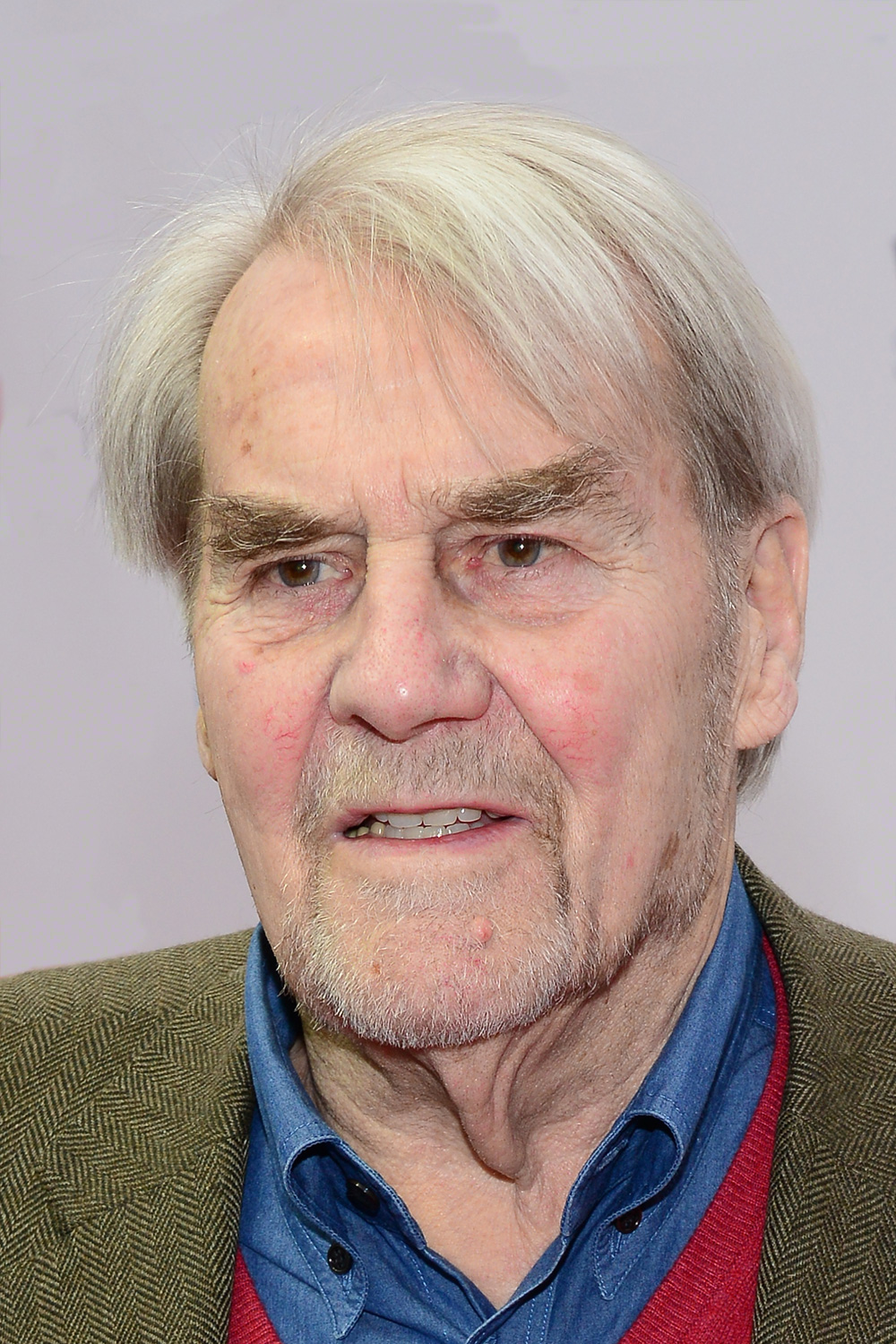
Gerd Ruge (1928–2021)

- Ruge, Hans (* 1940), schwedisch-deutscher Neogräzist
- Ruge, Heinrich (1896–1977), deutscher Militärhygieniker, Tropenmediziner und Hochschullehrer
- Ruge, Helmut (1940–2014), deutscher Kabarettist, Autor, Regisseur und Schauspieler
- Ruge, Ingolf (* 1934), deutscher Elektroingenieur
- Ruge, Jens (1938–2015), deutscher Politiker (FDP), MdL
- Ruge, Karl (1903–1964), deutscher Gewerkschaftspolitiker
- Ruge, Manfred (* 1945), deutscher Kommunalpolitiker (CDU) und Oberbürgermeister von Erfurt
- Ruge, Max (1853–1893), deutscher Gymnasiallehrer, Stadtschulinspektor und Politiker (DFP), MdR
- Ruge, Michel (* 1969), deutscher Autor, Schauspieler, und Kampfkünstler
- Ruge, Nina (* 1956), deutsche FernsehjournalistinNina Ruge (* 1956)

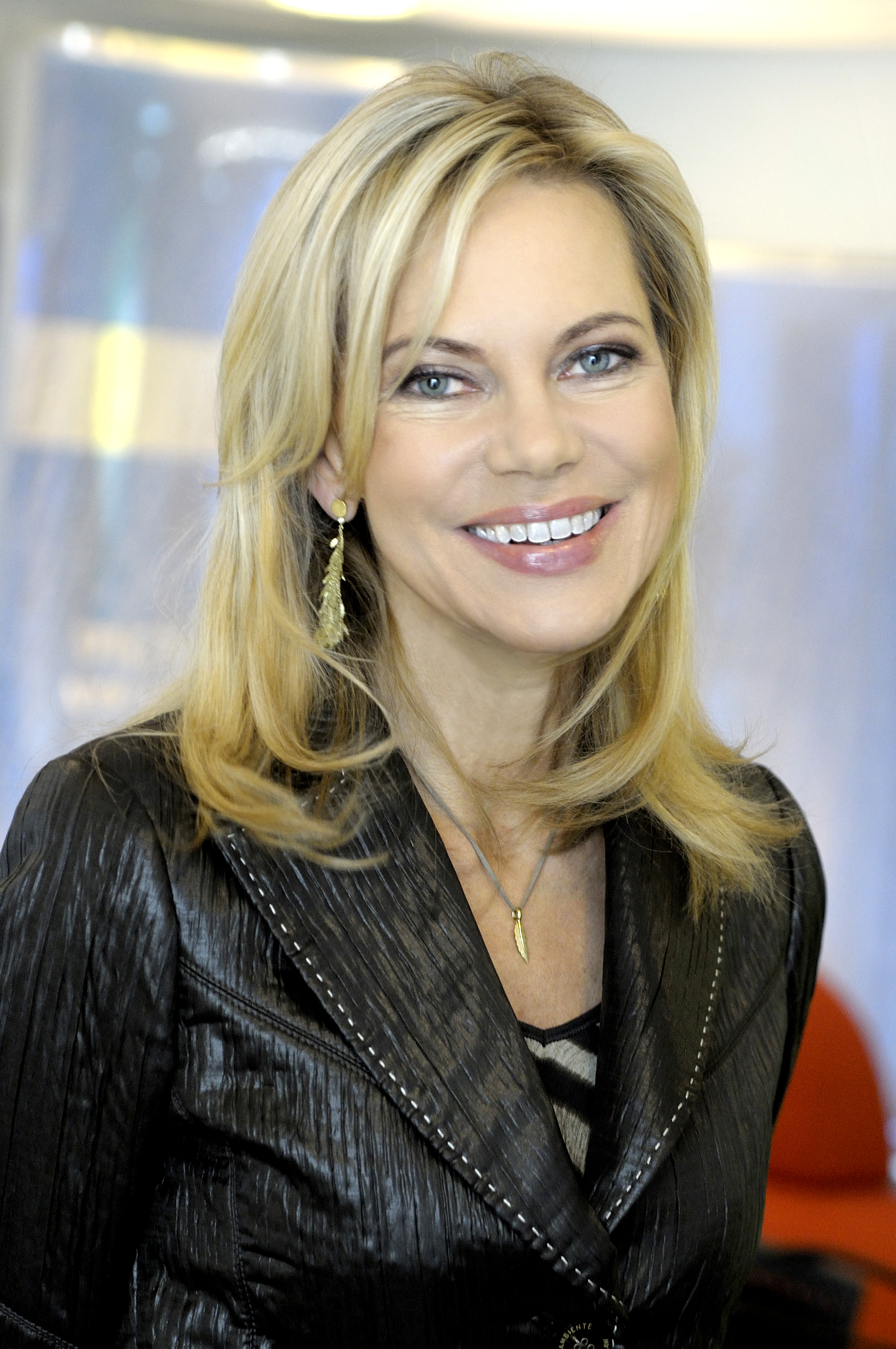
Nina Ruge (* 1956)

- Ruge, Otto (1882–1961), norwegischer Generalleutnant
- Ruge, Peter (* 1946), deutscher Cartoonist
- Ruge, Peter (* 1959), deutscher Architekt und Hochschullehrer
- Ruge, Reinhard (* 1934), deutscher Kirchenmusiker und Orgelsachverständiger
- Ruge, Reinhold (1862–1936), deutscher Sanitätsoffizier, Obergeneralarzt, Professor
- Ruge, Simon (1924–2013), deutscher Grafiker und Schriftsteller
- Ruge, Sophus (1831–1903), deutscher Geograf und Hochschullehrer
- Ruge, Sybille (* 1963), deutsche Schriftstellerin
- Ruge, Uta (* 1953), deutsche Publizistin
- Ruge, Walther (1865–1943), deutscher Lehrer und Geograph
- Ruge, Willi (1892–1961), deutscher Fotograf
- Ruge, Wolfgang (1917–2006), deutscher marxistischer Historiker
- Rugel, Ferdinand (1806–1879), deutschamerikanischer Apotheker und Botaniker
- Rugeles, Alfredo (* 1949), venezolanischer Komponist
- Rugeles, Manuel Felipe (1903–1959), venezolanischer Lyriker und Essayist
- Rügemer, Eduard (1883–1953), deutscher Major der Wehrmacht und Gerechter unter den Völkern
- Rügemer, Hede (1898–1946), deutsche Bildhauerin
- Rügemer, Karl (1856–1916), deutscher Herausgeber, Redakteur und Studentenhistoriker
- Rügemer, Werner (* 1941), deutscher SachbuchautorWerner Rügemer (* 1941)

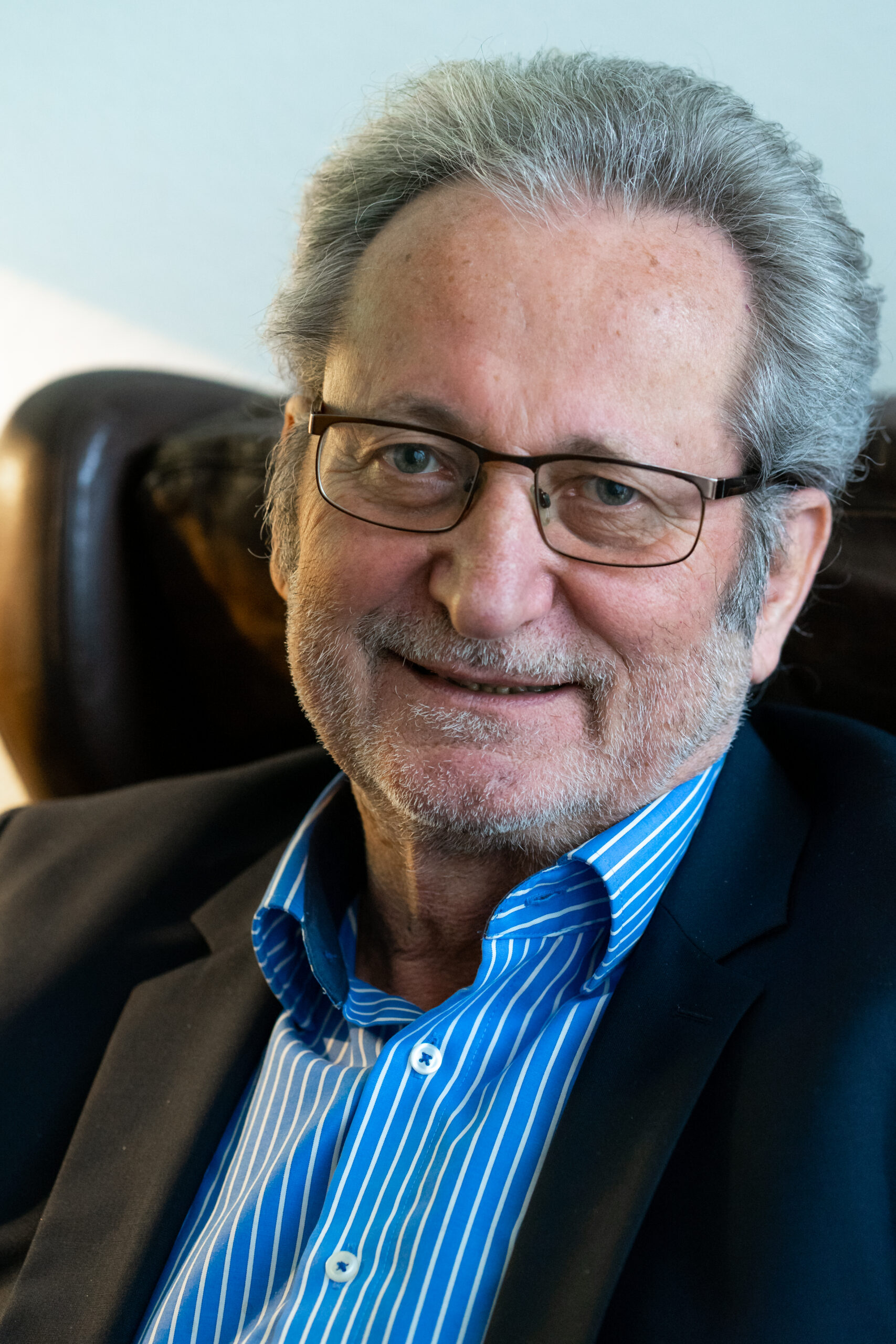
Werner Rügemer (* 1941)

- Rugendas, Georg Philipp (1666–1742), deutscher Maler und Kupferstecher
- Rugendas, Georg Philipp (1701–1774), deutscher Maler und Stecher
- Rugendas, Johann Lorenz (1775–1826), deutscher Historienmaler und Kunstverleger
- Rugendas, Johann Lorenz der Ältere (1733–1799), deutscher Maler, Kupferstecher und Kunstverleger
- Rugendas, Moritz (1802–1858), deutscher Maler
- Ruger von Degenberg († 1335), römisch-katholischer Geistlicher
- Rüger, Adolf (* 1934), deutscher Historiker
- Rüger, Anna, Buchdruckerin in Augsburg
- Rüger, Axel (* 1968), deutscher Kunsthistoriker und KuratorAxel Rüger (* 1968)

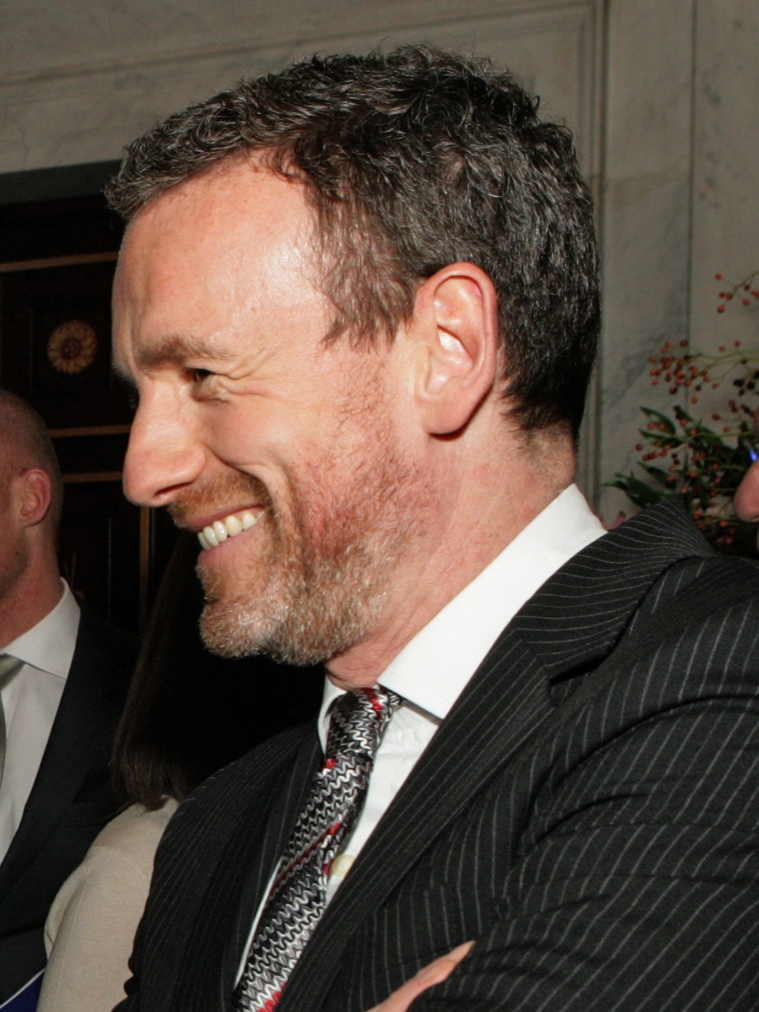
Axel Rüger (* 1968)

- Rüger, Bernhard (* 1942), deutscher Statistiker
- Rüger, Bruno (1886–1972), deutscher Gospieler
- Rüger, Carsten (* 1971), deutscher Fernsehjournalist und Nachrichtensprecher
- Rüger, Christoph B. (* 1937), deutscher Provinzialrömischer Archäologe und Museumsdirektor
- Rüger, Curt (1867–1930), deutscher Maler und Grafiker
- Rüger, Eberhard, deutscher Eiskunstläufer
- Rüger, Franz (1924–1989), deutscher Schlagertexter
- Ruger, Georg († 1559), Dresdner Ratsherr und Bürgermeister
- Rüger, Gerhard (* 1938), deutscher Radrennfahrer, nationaler Meister im Radsport
- Rüger, Günter (1926–2015), deutscher Schauspieler und Regisseur
- Rüger, Hans (1925–2021), deutscher Politiker (CDU), Landrat des Landkreises Gelnhausen und später des Main-Kinzig-Kreises
- Rüger, Hans Peter (1933–1990), deutscher evangelischer Theologe (Alttestamentler)
- Rüger, Johann († 1546), Weihbischof in Bamberg und Titularbischof in Athyra
- Ruger, Johnny (* 1949), US-amerikanischer Biathlet
- Rüger, Konrad Robert (1829–1899), deutscher Reichsgerichtsrat
- Rüger, Konrad Wilhelm von (1837–1916), deutscher Politiker, Finanz- und Justizminister sowie Ministerpräsident im Königreich Sachsen
- Rüger, Ludwig (1896–1955), deutscher Paläontologe und Geologe
- Rüger, Otto (1831–1905), deutscher Unternehmer
- Rüger, Renatus (1933–2024), deutscher Unternehmer
- Rüger, Sebastian (* 1967), deutscher Schauspieler, Kabarett und SprecherSebastian Rüger (* 1967)

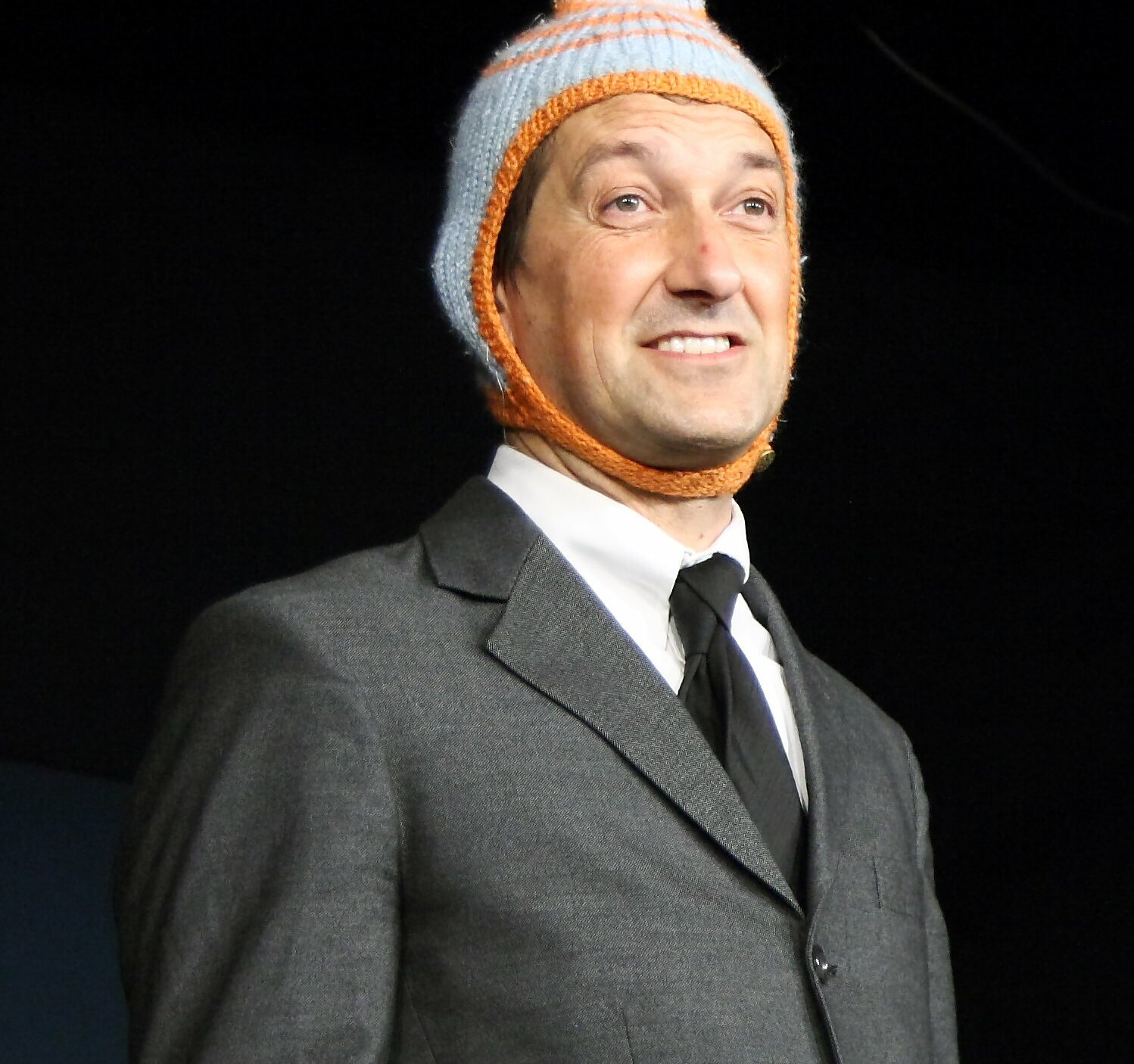
Sebastian Rüger (* 1967)

- Rüger, Siegfried (1933–2007), deutscher Ingenieur, Verkehrswissenschaftler und Hochschullehrer
- Rüger, Thomas († 1483), deutscher Inkunabeldrucker
- Ruger, Thomas (1833–1907), US-amerikanischer General und Militärgouverneur von Georgia 1868
- Rüger, Till (* 1970), deutscher Journalist und Biologe
- Rüger, Tobias (* 1965), deutscher Saxofonist und Komponist
- Rüger, Werner (1912–2006), deutscher Vermessungsingenieur und Hochschullehrer
- Rüger-Krömker, Yvonne (* 1976), deutsche Triathletin

### Rugg
- Rugg, Caspar († 1509), Schweizer Kaufmann und Bürgermeister
- Rugg, Charlie (* 1990), US-amerikanischer Fußballspieler
- Rugg, Clancy (* 1991), US-amerikanisch-luxemburgischer Basketballspieler
- Ruggaber, Karl (1886–1936), deutscher Politiker (SPD), MdL
- Ruggaber, Udo (* 1967), deutscher Ringer
- Rüggeberg, Dieter, deutscher Okkultist, Rechtsextremist, Autor, Verleger und Buchhändler
- Rüggeberg, Gustav (1894–1961), deutscher Maler, Grafiker, Illustrator und Hochschullehrer
- Rüggeberg, Michael (* 1941), deutscher Schauspielkomponist
- Rüggeberg, Timo (1989–2011), deutscher Schauspieler
- Ruggenthaler, Oliver (* 1972), österreichischer Franziskaner und Provinzial der Franziskanerprovinz Austria
- Rugger († 1125), Bischof von Würzburg (1121–1125)
- Rugger I., Sohn von Wigger II. und Graf in der Germarmark
- Ruggera, Camillo (1885–1947), österreichischer Offizier, zuletzt deutscher General der Flakartillerie im Zweiten Weltkrieg
- Ruggeri, Amedeo (1889–1932), italienischer Motorrad- und Automobilrennfahrer
- Ruggeri, Antonio (1859–1915), italienischer Rebzüchter und Winzer
- Ruggeri, Enrico (* 1957), italienischer Sänger, Songwriter, Schriftsteller und FernsehmoderatorEnrico Ruggeri (* 1957)

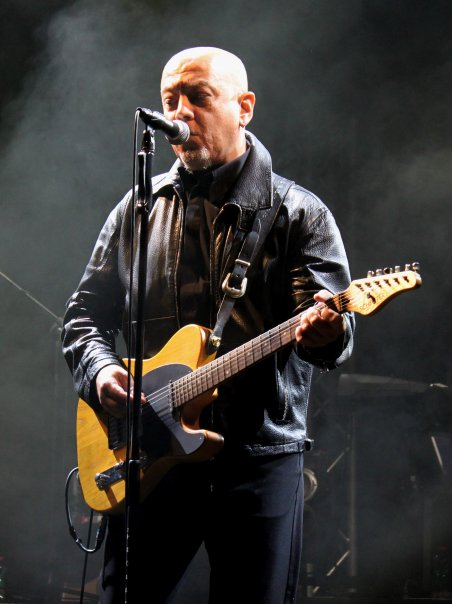
Enrico Ruggeri (* 1957)

- Ruggeri, Francesco († 1698), italienischer Geigenbauer
- Ruggeri, Guillermo (* 1992), argentinischer Hürdenläufer
- Ruggeri, Jennifer (* 2003), italienische Tennisspielerin
- Ruggeri, Matteo (* 2002), italienischer FußballspielerMatteo Ruggeri (* 2002)

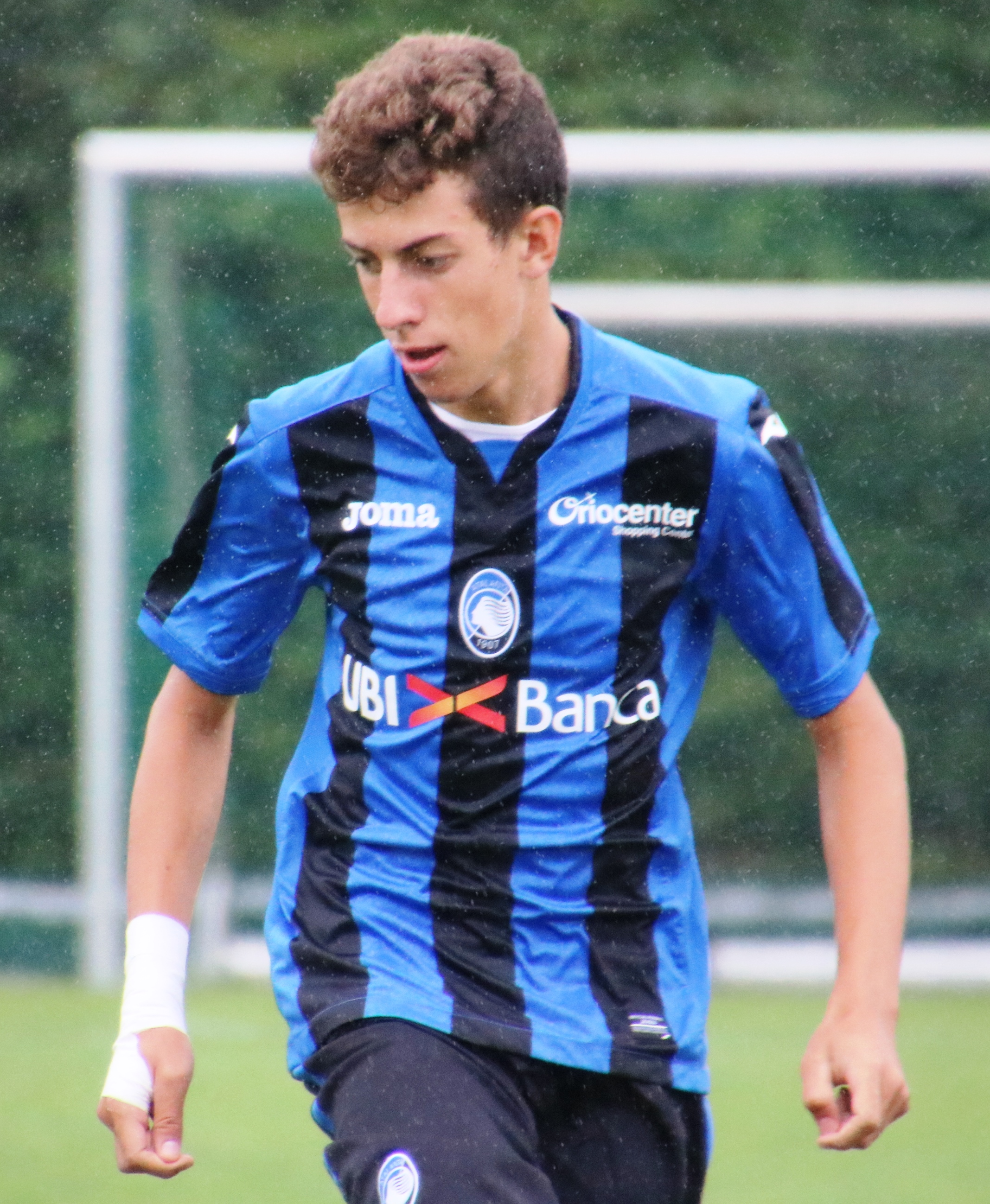
Matteo Ruggeri (* 2002)

- Ruggeri, Oscar (* 1962), argentinischer Fußballspieler und -trainer
- Ruggeri, Ruggero (1871–1953), italienischer Schauspieler
- Ruggeri, Thibaut (* 1980), französischer Koch
- Ruggeri, Ugo, italienischer Jurist und Buchdrucker
- Ruggia, Ana María, uruguayische Politikerin
- Ruggia, Girolamo (1748–1823), Schweizer Jesuit und Hochschullehrer in Indien
- Ruggia, Guillermo (1896–1971), uruguayischer Politiker
- Ruggie, John (1944–2021), US-amerikanischer Politikwissenschaftler
- Ruggieri, Claude-Fortuné (1777–1841), Feuerwerker in Paris
- Ruggieri, Ferdinando (1687–1741), italienischer Architekt des Barock
- Ruggieri, Giovanni Battista (1603–1633), italienischer Maler des Barock
- Ruggieri, Giovanni Maria (* 1665), italienischer Komponist des Barock
- Ruggieri, James (* 1968), US-amerikanischer, römisch-katholischer Geistlicher, Bischof von Portland
- Ruggieri, Michele (1543–1607), italienischer Missionar
- Ruggieri, Renzo (* 1965), italienischer Jazzmusiker (Akkordeon)
- Ruggiero di Lauria († 1305), aragonesischer Admiral
- Ruggiero, Adamo (* 1986), kanadischer Schauspieler und LGBT-Persönlichkeit
- Ruggiero, Angela (* 1980), US-amerikanische Eishockeyspielerin
- Ruggiero, Antonella (* 1952), italienische SängerinAntonella Ruggiero (* 1952)

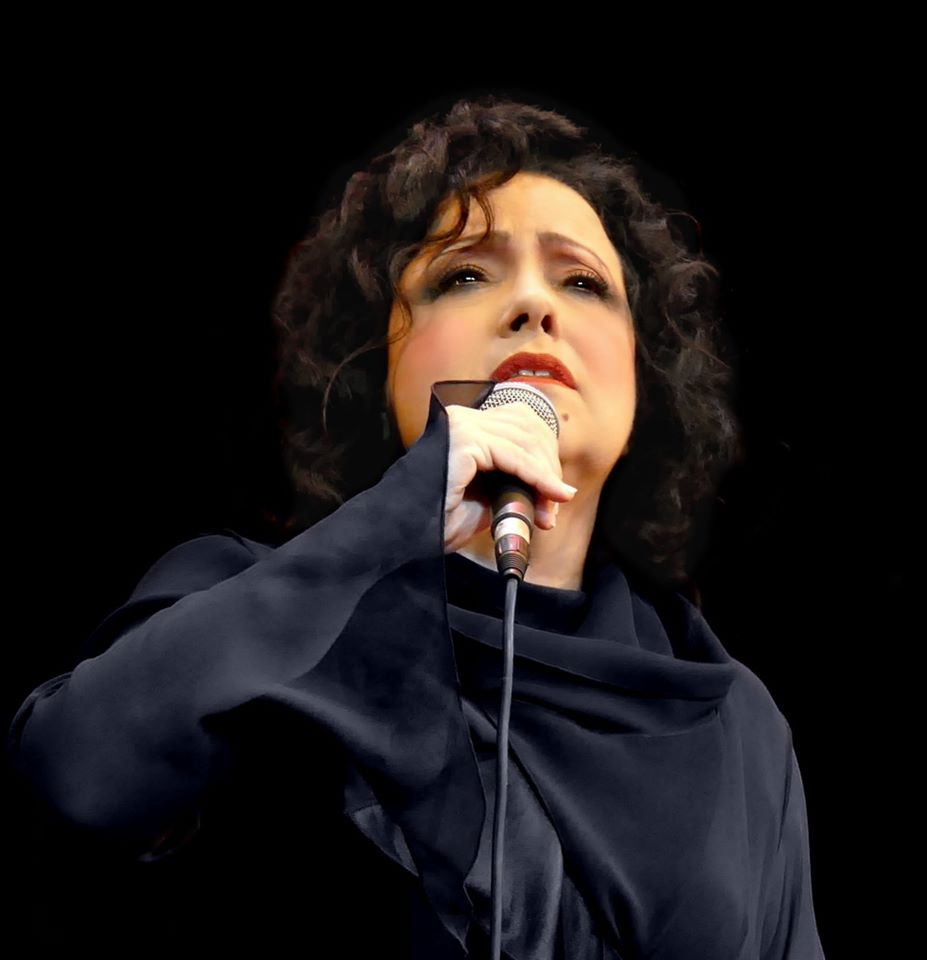
Antonella Ruggiero (* 1952)

- Ruggiero, Benjamin (1926–1994), US-amerikanischer Gangster
- Ruggiero, Charles (* 1971), US-amerikanischer Jazzmusiker (Schlagzeug)
- Ruggiero, Cosimo (* 1964), italienischer Koch
- Ruggiero, Gene (1910–2002), US-amerikanischer Filmeditor
- Ruggiero, Greg (* 1977), US-amerikanischer Jazzmusiker (Gitarre)
- Ruggiero, Guido (* 1944), amerikanischer Historiker und Hochschullehrer
- Ruggiero, Michele (1811–1900), italienischer Architekt, Bauforscher und Klassischer Archäologe
- Ruggiero, Renato (1930–2013), italienischer Politiker und Diplomat
- Ruggiero, Rudy (* 1961), deutsch-italienischer Schauspieler
- Ruggiero, Vic, italienischstämmiger New Yorker Musiker, der hauptsächlich Ska, Rocksteady, Reggae und verwandte Musikstile spielt
- Ruggirello, Fabrizio (* 1963), italienischer Drehbuchautor und Filmregisseur
- Ruggirello, Francesco Marcello (1929–2010), italienischer Diplomat
- Ruggiu, Georges (* 1957), belgischer Journalist, verurteilt infolge des Völkermords in Ruanda
- Ruggle, Walter (* 1955), Schweizer Publizist, Filmkritiker
- Ruggles, Benjamin (1783–1857), US-amerikanischer Politiker
- Ruggles, Carl (1876–1971), US-amerikanischer Komponist
- Ruggles, Charles (1886–1970), US-amerikanischer Schauspieler und Bruder des Regisseurs Wesley Ruggles
- Ruggles, Charles H. (1789–1865), US-amerikanischer Jurist und Politiker
- Ruggles, Eleanor (1916–2008), US-amerikanische Biografin
- Ruggles, John (1789–1874), US-amerikanischer Politiker
- Ruggles, John F. (1908–1999), US-amerikanischer Offizier, Generalmajor der US-Army

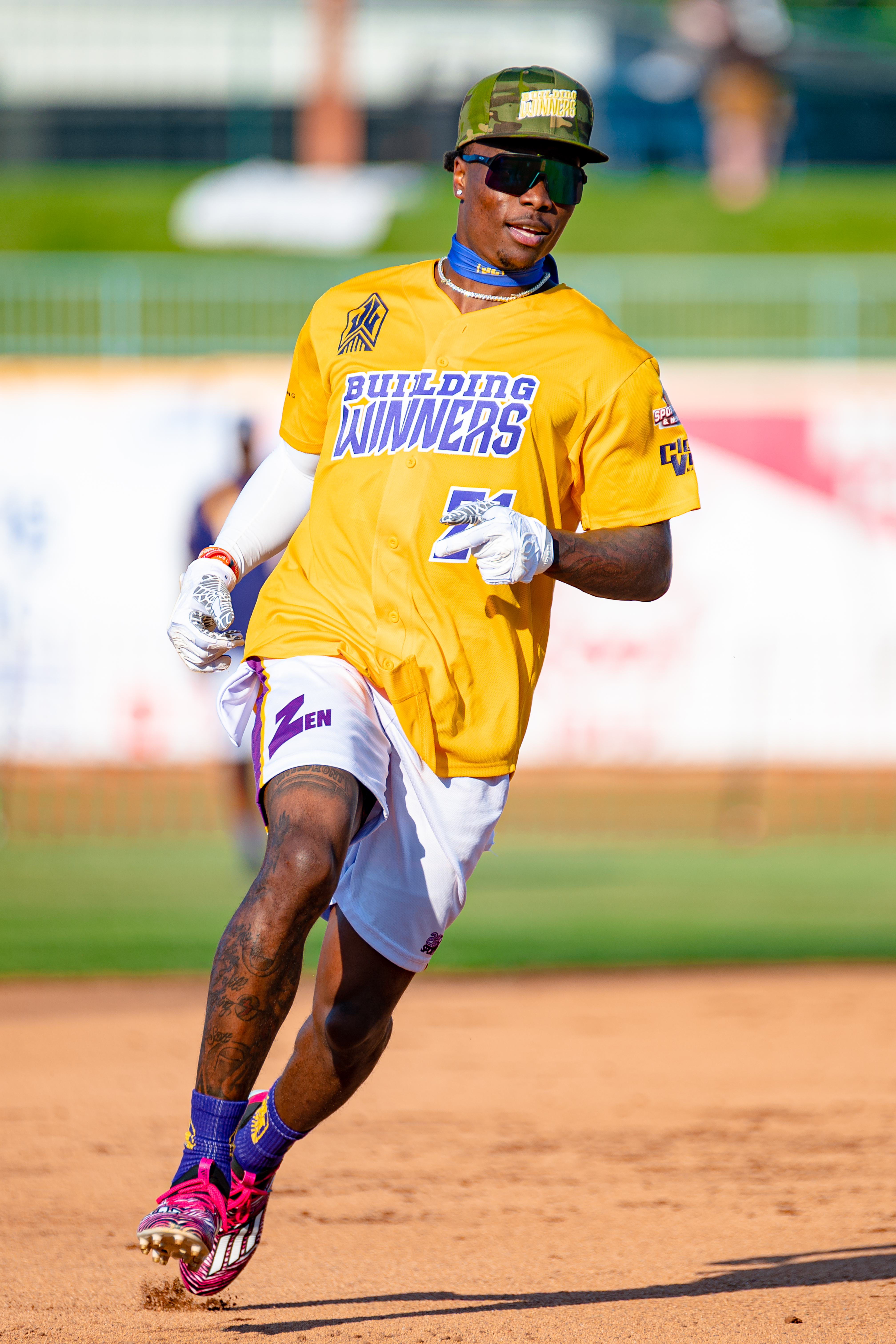
Henry Ruggs III (* 1999)

- Ruggles, Nathaniel (1761–1819), US-amerikanischer Politiker
- Ruggles, Wesley (1889–1972), US-amerikanischer Filmregisseur, Filmproduzent und Schauspieler
- Ruggli, Paul (1884–1945), Schweizer Chemiker und Hochschullehrer
- Ruggli, Tamer (* 1986), Schweizer Kurzfilm-Regisseur und Drehbuchautor
- Ruggs, Henry III (* 1999), US-amerikanischer American-Football-SpielerHenry Ruggs III (* 1999)

### Rugh
- Rügheimer, Erich (1926–2007), deutscher Arzt
- Rügheimer, Leopold (1850–1917), deutscher Chemiker (Organische Chemie)

### Rugi
- Ruginienė, Inga (* 1981), litauische Politikerin
- Ruginis, Vyto (* 1956), US-amerikanischer Schauspieler
- Rugins, Ritvars (* 1989), lettischer Fußballspieler

### Rugl
- Rügler, Alexandra (* 1988), deutsche Comic-Künstlerin

### Rugn
- Rugna, Demián (* 1979), argentinischer Filmregisseur und Drehbuchautor
- Rügner, Oswald (* 1879), deutscher Lederwarenfabrikant

### Rugo
- Rugoff, Ralph (* 1957), amerikanischer Kurator
- Rugolo, Michele (* 1982), italienischer Rennfahrer
- Rugolo, Pete (1915–2011), US-amerikanischer Jazzmusiker und Komponist
- Rugova, Haki (1957–2022), kosovarischer Bürgermeister der Stadt Istog
- Rugova, Ibrahim (1944–2006), jugoslawischer bzw. kosovarischer Schriftsteller und PolitikerIbrahim Rugova (1944–2006)

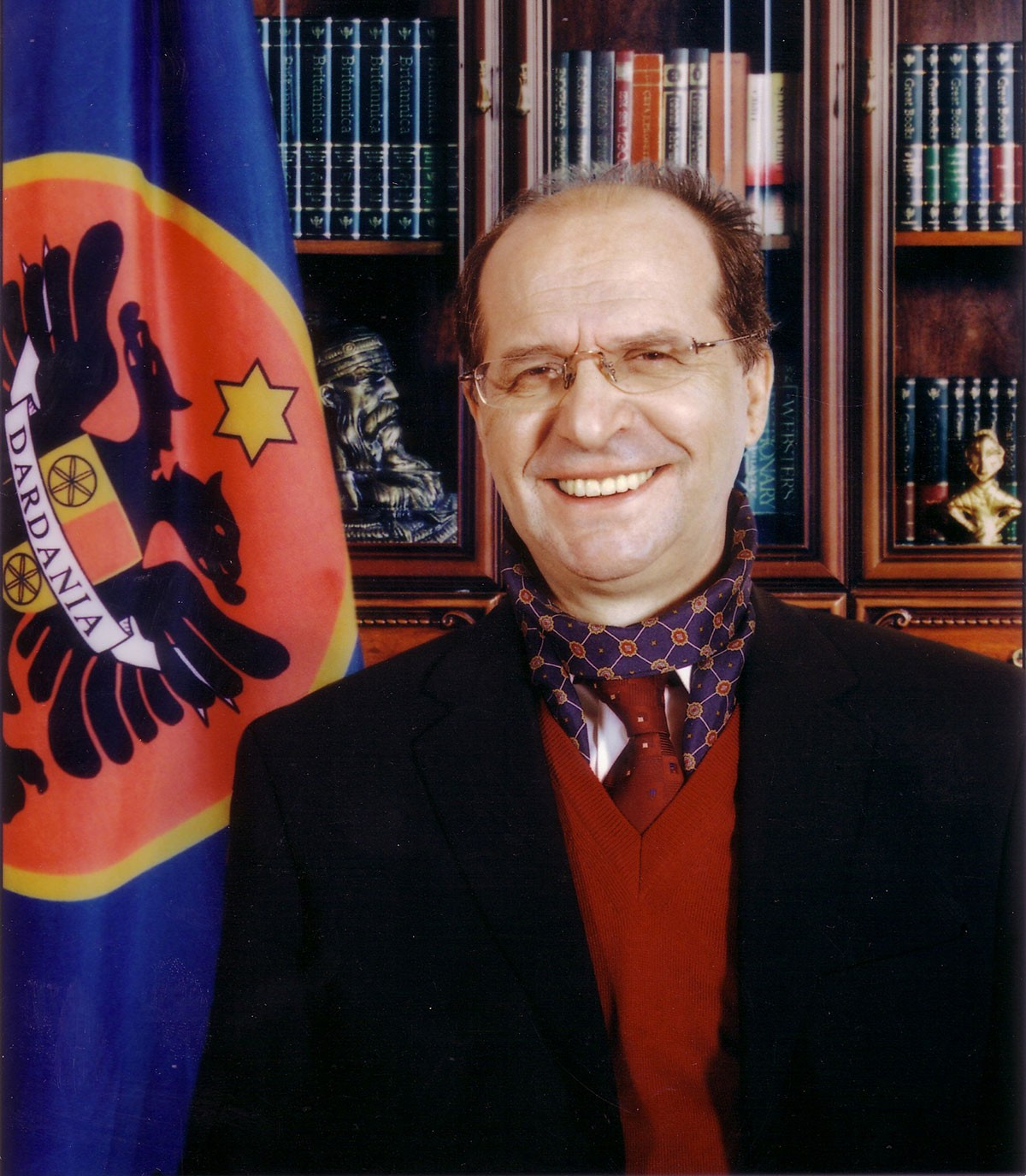
Ibrahim Rugova (1944–2006)

- Rugova, Mujë (* 1945), kosovarischer Chemieprofessor
- Rugovac, Denis (* 1993), tschechischer Radsportler

### Rugu
- Rugunda, Ruhakana (* 1947), ugandischer Politiker
- Rugut, Philip (* 1977), kenianischer Langstreckenläufer

### Rugw
- Rugwabiza, Valentine (* 1963), ruandische Diplomatin und Politikerin

### Rugy
- Rugy, François de (* 1973), französischer Politiker (Parti écologiste)